# Хамутцьких Вадим Анатолійович
Вадим Анатолійович Хамутцьких  (рос. Вадим Анатольевич Хамутцких, 29 листопада 1969 — 31 грудня 2021) — російський волейболіст, олімпійський медаліст.

## Виступи на Олімпіадах
| Олімпіада    | Дисципліна | Місце |
| ------------ | ---------- | ----- |
| Атланта 1996 | волейбол   | 4     |
| Сідней 2000  | волейбол   | 2     |
| Афіни 2004   | волейбол   | 3     |
| Пекін 2008   | волейбол   | 3     |